# Ripe (Marken)
Ripe ist ein Ort in der Gemeinde Trecastelli und war bis 2014 eine italienische Gemeinde (comune) in der Provinz Ancona in den Marken. Ripe liegt 143 m. s. l. m. etwa 32,5 Kilometer westnordwestlich von Ancona an der Nevola, die bei Ripe in die Misa mündet.
Am 1. Januar 2014 schloss sich Ripe mit den Gemeinden Castel Colonna und Monterado zur neuen Gemeinde Trecastelli zusammen.
Die Gemeinde hatte am 31. Dezember 2013 4413 Einwohner auf 15 km². Nachbargemeinden waren Castel Colonna, Corinaldo, Ostra und Senigallia. Zur Gemeinde gehörten die Fraktionen Brugnetto, Passo di Ripe und Ponte Lucerta.